# Suva Reka
Suva Reka (alb. Suharekë) je gradić u zapadnom središnjem dijelu Kosova, sjeveroistočno od Prizrena.
Bilo je jednim od žarišta albanskog ustanka 1990-ih, a i prije raspada SFRJ, kotirao je kao vrlo opasno mjesto za milicijske ophodnje.

## Poznate osobe
- Bujar Bukoshi, kosovski političar